# Џорџијанско доба
Џорџијанско доба је био период у британској историји од 1714. до око 1830-1837, назван по хановерским краљевима Џорџу I, Џорџу II, Џорџу III и Џорџу IV. Дефиниција џорџијанске ере се често проширује на релативно кратку владавину Вилијама IV, која се завршила његовом смрћу 1837. године. Регентски подпериод је дефинисан владавином Џорџа IV као регента и принца од Велса током болести његовог оца Џорџа III. Прелазак у викторијанско доба је карактерисан у религији, друштвеним вредностима и уметности, померањем тона од рационализма ка романтизму.
Термин џорџијански се обично користи у контексту друштвене и политичке историје и архитектуре. Термин августовска књижевност се често користи за августовску драму, августовску поезију и августовску прозу у периоду 1700–1740. године. Термин август се односи на признање утицаја латинске књижевности из древне римске републике. 

## Уметност и култура
Џорџијанско друштво и преокупације добро су приказани у романима писаца као што су Данијел Дефо, Џонатан Свифт, Семјуел Ричардсон, Хенри Филдинг, Лоренс Стерн, Мери Шели и Џејн Остин, које карактерише архитектура Роберта Адама, Џона Неша и Џејмса Вајата и појава стила готичког препорода, који је наводно златно доба пројектовања зграда.
Процват најсликовитије уметности се показао у настанку песника романтичара: Семјуела Тејлора Колриџа, Вилијема Вордсворта, Персија Бишеа Шелија, Вилијама Блејка, Џона Китса, Лорда Бајрона, Роберта Бернса и других. Њихов рад је отворио нову еру поезије, коју карактерише живописан језик, прожет уздижућим идејама и темама. 
Слике Томаса Гејнсбороа, сер Џошуе Рејнолдса и младих Вилијема Тарнера и Џона Констебла илустровале су променљиви свет џорџијанског периода, као и рад дизајнера попут Кебибилита Брауна, пејзажног дизајнера.
Фини примери карактеристичне џорџијанске архитектуре су Нови град Единбурга, џорџијански Даблин, град Грејнџер у Њукаслу на Тајну, џорџијанска четврт Ливерпула и већи део Бристола и Бата.
Музика Џона Филда, Хендла, Хајдна, Клементија, Јохана Кристијана Баха, Вилијама Бојса, Моцарта, Бетовена и Менделсона била је једна од најпопуларнијих у Енглеској тог времена.

## Велика турнеја
Највиша популарност великих турнеја је била у 18. веку и повезана је са џорџијанским високим друштвом. Због овог обичаја млади Енглези више класе путују у Италију преко Француске и Холандије у интелектуалне и културне сврхе. Познати историчар Едвард Гибон је приметио да је велика турнеја корисна за интелектуално самоусавршавање. Путовање и боравак у иностранству обично би трајало годину дана или више. Често се велика турнеја са набавком и преносом уметничких колекција назад у Енглеску, као и моде и слика из Италије. Обичај је такође помогао популаризацији макаронског стила који је у то време постао популаран.